# Antonio Puertas
Antonio José Rodríguez Díaz (Benahadux, Almería, 21 de febrero de 1992), más conocido como Antonio Puertas, es un futbolista español. Juega de mediocampista y su equipo es el Albacete Balompié de la Segunda División de España.

## Trayectoria
Nacido en Benahadux, Almería, jugó con el Polideportivo Ejido en 2012. El 31 de enero de ese año, tras la desaparición de este equipo, se marchó al Granada C. F. para jugar en su filial.[cita requerida]
En la temporada 2013-14 marcó 10 goles y fichó por la U. D. Almería para jugar en la U. D. Almería "B". El 14 de enero de 2015 subió a la primera plantilla en Segunda División. Hizo su debut el 9 de septiembre de 2015 en Copa del Rey contra el Elche C. F. sustituyendo a José Ángel Pozo. En la temporada 2016-17 se consolidó como un jugador del primer equipo de la Unión Deportiva Almería.
En junio de 2017 fichó por el Granada Club de Fútbol, donde estuvo un total de siete años hasta su marcha al expirar su contrato al término de la temporada 2023-24. En el tramo final de esta alcanzó los 250 partidos vistiendo la camiseta de la entidad nazarí, siendo uno de los diez jugadores que más veces lo había hecho en la historia del club. En Primera División, categoría a la que ascendieron en dos ocasiones durante su estancia, fueron 131 y, además, contribuyó a que el club jugara la Liga Europa de la UEFA.
El 23 de julio de 2024 se hizo oficial su fichaje por la S. D. Eibar hasta 2026. Estuvo finalmente un solo año, en el que marcó cinco goles y dio cinco asistencias en 42 encuentros, ya que el siguiente 1 de julio recaló en el Albacete Balompié.

## Estadísticas

### Clubes
Actualizado al último partido disputado el 1 de junio de 2025.
| Club                         | Div.          | Temporada     | Liga  | Liga  | Copas nacionales | Copas nacionales | Copas internacionales | Copas internacionales | Total | Total |
| Club                         | Div.          | Temporada     | Part. | Goles | Part.            | Goles            | Part.                 | Goles                 | Part. | Goles |
| ---------------------------- | ------------- | ------------- | ----- | ----- | ---------------- | ---------------- | --------------------- | --------------------- | ----- | ----- |
| Polideportivo Ejido · España | 2.ª B         | 2011-12       | 10    | 1     | —                | —                | —                     | —                     | 10    | 1     |
| Polideportivo Ejido · España | Total club    | Total club    | 10    | 1     | 0                | 0                | 0                     | 0                     | 10    | 1     |
| Granada C. F. "B" · España   | Reg.          | 2011-12       | 1     | 1     | —                | —                | —                     | —                     | 1     | 1     |
| Granada C. F. "B" · España   | 3.ª           | 2012-13       | 36    | 13    | —                | —                | —                     | —                     | 36    | 13    |
| Granada C. F. "B" · España   | 2.ª B         | 2013-14       | 23    | 10    | —                | —                | —                     | —                     | 23    | 10    |
| Granada C. F. "B" · España   | Total club    | Total club    | 60    | 24    | 0                | 0                | 0                     | 0                     | 60    | 24    |
| U. D. Almería "B" · España   | 2.ª B         | 2014-15       | 39    | 8     | —                | —                | —                     | —                     | 39    | 8     |
| U. D. Almería "B" · España   | Total club    | Total club    | 39    | 8     | 0                | 0                | 0                     | 0                     | 39    | 8     |
| U. D. Almería · España       | 2.ª           | 2015-16       | 11    | 0     | 3                | 0                | —                     | —                     | 14    | 0     |
| U. D. Almería · España       | 2.ª           | 2016-17       | 39    | 8     | 0                | 0                | —                     | —                     | 39    | 8     |
| U. D. Almería · España       | Total club    | Total club    | 50    | 8     | 3                | 0                | 0                     | 0                     | 53    | 8     |
| Granada C. F. · España       | 2.ª           | 2017-18       | 19    | 0     | 1                | 0                | —                     | —                     | 20    | 0     |
| Granada C. F. · España       | 2.ª           | 2018-19       | 38    | 10    | 1                | 0                | —                     | —                     | 39    | 10    |
| Granada C. F. · España       | 1.ª           | 2019-20       | 36    | 7     | 7                | 1                | —                     | —                     | 43    | 8     |
| Granada C. F. · España       | 1.ª           | 2020-21       | 35    | 3     | 4                | 0                | 14                    | 1                     | 53    | 4     |
| Granada C. F. · España       | 1.ª           | 2021-22       | 33    | 6     | 1                | 1                | —                     | —                     | 34    | 7     |
| Granada C. F. · España       | 2.ª           | 2022-23       | 35    | 4     | 1                | 0                | —                     | —                     | 36    | 4     |
| Granada C. F. · España       | 1.ª           | 2023-24       | 27    | 0     | 0                | 0                | —                     | —                     | 27    | 0     |
| Granada C. F. · España       | Total club    | Total club    | 223   | 30    | 15               | 2                | 14                    | 1                     | 252   | 33    |
| S. D. Eibar · España         | 2.ª           | 2024-25       | 41    | 5     | 1                | 0                | —                     | —                     | 42    | 5     |
| S. D. Eibar · España         | Total club    | Total club    | 41    | 5     | 1                | 0                | 0                     | 0                     | 42    | 5     |
| Albacete Balompié · España   | 2.ª           | 2025-26       | 0     | 0     | 0                | 0                | —                     | —                     | 0     | 0     |
| Albacete Balompié · España   | Total club    | Total club    | 0     | 0     | 0                | 0                | 0                     | 0                     | 0     | 0     |
| Total carrera                | Total carrera | Total carrera | 423   | 76    | 19               | 2                | 14                    | 1                     | 456   | 79    |
| 1. 2.                        |               |               |       |       |                  |                  |                       |                       |       |       |